# ماركو رويلوسين
ماركو رويلوسين (بالهولندية: Marco Roelofsen)‏ (3 أكتوبر 1968 بهاردرفايك في هولندا - ) هو مدرب كرة قدم ولاعب كرة قدم هولندي في مركز الوسط. لعب مع إن إي سي نيميخن وبي إي سي زفوله وتفينتي أنشخيدة ونادي هيرنفين.